# Коркира (митологија)
Коркира (антгрч. је у грчкој митологији била нимфа. Она се још назива и Керкира.

## Митологија
Била је најада са извора или фонтана на неименованом острву Коркире. Многи аутори су је сматрали кћерком речног бога Асопа, а Диодор је као њену мајку помињао Метопу. Према легенди њу је са острва отео Посејдон и она му је родила сина Фајака. Након отмице, острво је по њој добило назив Коркира односно Керкира - што је данашњи грчки назив за острво Крф. Аполоније са Рода је писао да су шуме које су прекривале острво биле мрачне и пределу давале тмуран изглед, па су их морнари који су туда пролазили називали Црна Коркира.

## Уметност
Пасуанија је писао да је у Олимпији постојала њена слика, као и слике њених сестара и оца, а коју су посветили становници града Флије.

## Биологија
Латинско име ове личности (Corcyra) је назив за род лептира.